# Halloween (catch)
Pour les articles homonymes, voir Halloween (homonymie).
Manuel Ortiz Partida, né le 22 mai 1971, est un catcheur mexicain travaillant dans le circuit indépendant, particulièrement dans la région de Tijuana. Il est plus connu sous son nom de ring de Halloween, mais aussi aux États-Unis sous le nom de Ciclope, un personnage qu'il a incarné à la World Championship Wrestling.

## Carrière dans le catch
Manuel Ortiz Partida commence à catcher en tant que professionnel en 1990 dans le circuit indépendant. Il catche sous le nom de Halloween, la majorité de sa carrière. En 1996, Ortiz rejoint la World Championship Wrestling sous le nom de « Ciclope ». Son apparition la plus importante est lors de la rivalité entre Chris Jericho et Dean Malenko. Malenko, qui ne catchait plus depuis quelques mois, s'habille en Ciclope pour remporter une bataille royale de Cruiserweight pour être le prétendant à ce titre. Jericho refusait d'offrir une opportunité à Malenko, expliquant l'utilisation du déguisement.
Après cet événement, Ortiz perd son masque de Ciclope contre Antifaz del Norte au début de l'année 1999. Il revient rapidement à son identité de Halloween mais perd à nouveau son masque le 24 décembre 1999 dans un match contre Super Parka. Il catche dans de nombreuses fédérations dont USA Pro Wrestling, Florida Championship Wrestling (FCW), et Luchamania. En 2002, avec l'équipe « La Familia de Tijuana » constituée de Damián 666 (en), Nicho el Millonario, Rey Misterio, Sr. et leur valet Lady Victoria (en), même si Misterio n'a pas participé à cette tournée, travaille pour la Consejo Mundial de Lucha Libre à Mexico. Elle remporte le titre du meilleur trio, mais Nicho ne s'entendant pas avec la direction, La Familia quitte rapidement l'entreprise. Ils continuent de catcher dans le circuit indépendant jusqu'à ce que la CMLL les rappelle en 2005 pour affronter Negro Casas, Heavy Metal et Felino (en) dans un spectacle célébrant les 25 ans de Negro dans l'industrie du catch. Perro Aguayo Jr. recrute Ortiz et Damien pour faire partie de l'écurie Los Perros del Mal (en). Cependant, Halloween se blesse à la jambe et son rôle est réduit. Après qu'Universo 2000 porte un martinete illégal sur Damián 666, Halloween le défie dans match cheveux contre cheveux le 2 décembre, match qu'il perd. Par la suite, il subit une opération du genou qui ne lui permet plus de participer pendant quelques mois, avant d'être licencié par la CMLL. En 2009, Halloween rejoint la fédération d'Aguayo, Perros del Mal Producciones (en), où il est réuni avec Damián 666. En juin 2010, Halloween est un des acteurs principaux de l’invasion de la Lucha Libre AAA Worldwide (AAA) par Los Perros del Mal. Le 18 juin 2011, lors de Triplemanía XIX (en), Halloween, Damián 666 et X-Fly (en) battent Los Psycho Circus (en), lors de la finale d'un tournoi pour devenir les premiers champions du monde en trio de l'AAA. Le 31 juillet, lors de Verano de Escándalo (en), Los Perros del Mal affrontent Los Psycho Circus dans un match en cage où le dernier catcheur à l'intérieur perd, soit son masque, soit ses cheveux. Le match se termine avec la sortie de Psycho Clown, laissant X-Fly à l'intérieur, qui doit se faire raser les cheveux. Le 9 octobre, lors de Héroes Inmortales (en), Los Perros del Mal et Los Psycho Circus mettent un terme à leur rivalité d'un an lorsque Halloween, Damián 666 et Nicho el Millonario se font battre dans un match en cage, masques contre cheveux, et sont tous tondus. Après une pause de cinq mois, le 11 mars 2012, Los Perros del Mal perdent leur titre de meilleur trio face à Los Psycho Circus. Le jour suivant, Halloween, Damián 666 et X-Fly annoncent qu'ils quittent Los Perros del Mal.
Le 13 mars 2012, Halloween, Bestia 666 (en), Damián 666, Super Nova (en) et X-Fly annoncent qu'ils forment « La Familia de Tijuana », un groupe de catcheurs indépendants, tout comme Los Perros del Mal, sauf qu'ils n'ont pas l'intention de créer leur propre fédération. Le 29 mars, l'International Wrestling Revolution Group (en) (IWRG) est officiellement annoncée comme la nouvelle entreprise dans laquelle ils travailleront. Par la suite, Halloween est le seul membre de l'équipe à apparaître à l'AAA. Après avoir laissé paraître des dissensions avec El Hijo del Perro Aguayo, il rejoint Los Perros del Mal le 1er avril. Le 19 avril, Halloween rompt officiellement tous liens avec La Familia de Tijuana et retourne aux Perros del Mal. Le 5 août, lors de Triplemanía XX (en), Halloween se réunit pour une nuit avec son ancien partenaire, Extreme Tiger, dans un match en cage « Parejas Suicidas » contre trois autres anciennes équipes. Tous deux arrivent à sortir et évitent ainsi de devoir s'affronter dans un match masque contre cheveux. À la fin de l'année 2012, il commence une histoire romantique avec Mari Apache (en), qui les amènent à remporter l'AAA World Mixed Tag Team Championship (en), lors de Héroes Inmortales (en), le 7 octobre. Plus tard, dans le main-event de la même soirée, Halloween perd ses cheveux contre Dark Cuervo dans un match par équipe à huit dans une cage de type Thunderdome appelé « Domo de la Muerte, ». Halloween et Apache perdent les ceintures mixtes face à Drago et Faby Apache (en) le 19 juillet 2013.

## Palmarès
- Lucha Libre AAA Worldwide
  - AAA World Trios Championship (1 fois) - avec Damián 666 (en) et X-Fly (en)[8]
  - AAA World Mixed Tag Team Championship (en) (1 fois) - avec Mari Apache (en)[18]
  - AAA World Tag Team Championship (1 fois) - avec Extreme Tiger[22]
  - Baja California Light Heavyweight Championship (1 fois)
  - BIWC Middleweight Championship (1 fois)

- Consejo Mundial de Lucha Libre
  - Mexican National Trios Championship (en) (2 fois) - avec Damián 666 et Nicho el Millonario et  Damián 666 et Mr Águila (en)[4],[5]

- DTU Lucha Profesional Mexicana
  - DTU Consagrado Championship (1 fois)[23]

- Nueva Generacion Xtrema
  - NGX World Tag Team Championship (1 fois) - avec Damián 666

- Perros del Mal Producciones (en)
  - Copa Perros del Mal Extremo (2011)[24]

- Pro Wrestling Illustrated
  - Classé 89e sur 500 dans le classement des meilleurs catcheurs en 2006[25]

- Revolution Pro Wrestling
  - Revolution Pro World Tag Team Championship (1 fois) - avec Damián 666 dans l'équipe « Mexico’s Most Wanted »[26],[27]

- World Wrestling Association
  - WWA World Junior Light Heavyweight Championship (1 fois)[1]

- World Wrestling Organization
  - WWO Tag Team Championship (1 fois) - avec Damián 666

- Xtreme Latin American Wrestling
  - XLAW Tag Team Championship (2 fois) - avec Damián 666

- Xtreme Pro Wrestling
  - XPW World Tag Team Championship (en) (2 fois) - avec Damián 666 dans l'équipe « Mexico’s Most Wanted »[26]

- Autres titres
  - LAWA World Middleweight Championship  (1 fois)
  - WWEA Extreme Championship (1 fois)

### Résultats deLuchas de Apuestas
| Vainqueur (enjeu)                                                                        | Perdant (enjeu)                                                                  | Lieu                                | Spectacle              | Date              | Notes et sources |
| ---------------------------------------------------------------------------------------- | -------------------------------------------------------------------------------- | ----------------------------------- | ---------------------- | ----------------- | ---------------- |
| Halloween (masque)                                                                       | León Negro (en) (masque)                                                         | Tijuana, Baja California            | Spectacle              | 18 janvier 1996   | [ 3 ]            |
| Halloween (masque)                                                                       | León Negro (masque)                                                              | San Luis Río Colorado, Sonora       | Spectacle              | 26 janvier 1996   | ,                |
| Halloween (masque)                                                                       | Thunderbird (masque)                                                             | Tijuana, Baja California            | Spectacle              | 18 octobre 1996   | [ 3 ]            |
| Antifaz del Norte (masque)                                                               | Ciclope (masque)                                                                 | Nuevo Laredo, Tamaulipas            | Spectacle              | 1999              | [ 2 ]            |
| Halloween (cheveux)                                                                      | Super Parka (cheveux)                                                            | Tijuana, Baja California            | Spectacle              | 15 octobre 1999   | ,                |
| Halloween (cheveux)                                                                      | Super Muñeco (en) (cheveux)                                                      | Tijuana, Baja California            | Spectacle              | 26 novembre 1999  | ,                |
| Halloween (masque)                                                                       | La Máscara (cheveux)                                                             | Nuevo Laredo, Tamaulipas            | Spectacle              | 6 décembre 1999   | [ 3 ]            |
| Super Parka (masque)                                                                     | Halloween (masque)                                                               | Tijuana, Baja California            | Spectacle              | 24 décembre 1999  | [ 3 ]            |
| Damián 666 (en) (cheveux)                                                                | Halloween (cheveux)                                                              | Tijuana, Baja California            | Spectacle              | 29 juin 2001      |                  |
| Halloween (cheveux)                                                                      | Bestia Salvaje (en) (cheveux)                                                    | Tijuana, Baja California            | Spectacle              | 24 décembre 1999  | ,                |
| Halloween (cheveux)                                                                      | Brazo de Plata (en) (cheveux)                                                    | Tijuana, Baja California            | Spectacle              | 25 juin 2004      |                  |
| Shocker (cheveux)                                                                        | Halloween (cheveux)                                                              | Tijuana, Baja California            | Spectacle              | 10 septembre 2004 | [ 29 ]           |
| Universo 2000 (cheveux)                                                                  | Halloween (cheveux)                                                              | Mexico                              | Juicio Final (en)      | 10 septembre 2004 | [ 29 ]           |
| Super Nova (en) (masque)                                                                 | Halloween (cheveux)                                                              | Tijuana, Baja California            | Spectacle              | 5 mai 2010        | ,                |
| Halloween (cheveux)                                                                      | Coco Rojo (cheveux)                                                              | Tlalnepantla de Baz, État de Mexico | Spectacle              | 10 juillet 2011   | ,                |
| Los Psycho Circus (en) (Monster Clown (en), Murder Clown (en) et Psycho Clown) (masques) | Los Perros del Mal (en) (Halloween, Damián 666 et Nicho el Millonario) (cheveux) | Monterrey, Nuevo León               | Héroes Inmortales (en) | 9 octobre 2011    | ,                |
| Dark Cuervo (cheveux)                                                                    | Halloween (cheveux)                                                              | San Luis Potosí, San Luis Potosí    | Héroes Inmortales (en) | 7 octobre 2012    | ,                |